# Evangelische Kirche (Hitzkirchen)

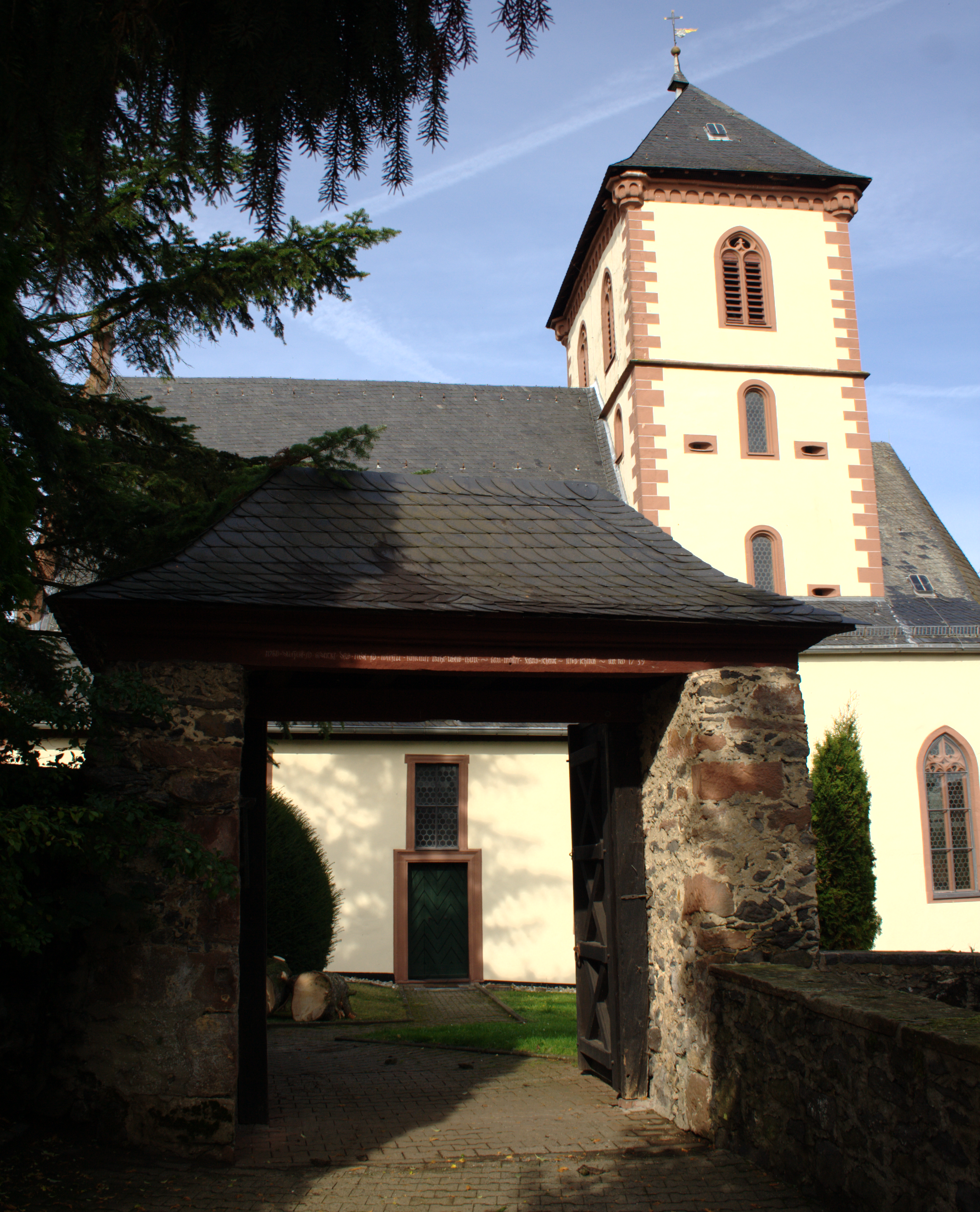
Evangelische Kirche Hitzkirchen

Die Evangelische Kirche Hitzkirchen ist ein denkmalgeschütztes Kirchengebäude, das in Hitzkirchen steht, einem Ortsteil der Gemeinde Kefenrod im Wetteraukreis in Hessen. Die Kirche gehört zur Kirchengemeinde Hitzkirchen-Helfersdorf im Dekanat Büdinger Land in der Propstei Oberhessen der Evangelischen Kirche in Hessen und Nassau.

## Beschreibung
Die heutige Hallenkirche wurde nach der Mainzer Stiftsfehde 1461 neu errichtet. Zunächst wurde der Chor mit polygonalem Abschluss gebaut. An ihn wurde um 1478/80 nach Westen der querrechteckige, in den Chor eingestellte Kirchturm angefügt, der mit Schießscharten und einer Brustwehr ausgestattet wurde, heute aber mit einem Walmdach bedeckt ist. Sein oberstes Geschoss beherbergt hinter den Klangarkaden den Glockenstuhl, in dem drei Kirchenglocken hängen. Das quadratische, mit einem Staffelgiebel im Westen abschließende Langhaus entstand erst am Anfang des 16. Jahrhunderts. Seine drei mit Flachdecken überspannten Kirchenschiffe sind durch Arkaden getrennt. Der Chor erhielt, nachdem sein Gewölbe um 1504 eingestürzt war, ein Sterngewölbe.